# WikiLeaks (film)
WikiLeaks (v anglickém originále The Fifth Estate) je indicko-americký životopisný filmový thriller režiséra Billa Condona z roku 2013 o webové stránce WikiLeaks. V hlavních rolích se představili Benedict Cumberbatch jako její šéfredaktor a zakladatel Julian Assange a Daniel Brühl jako její bývalý mluvčí Daniel Domscheit-Berg. Ve vedlejších rolích se objevili Anthony Mackie, David Thewlis, Alicia Vikander, Stanley Tucci a Laura Linney. Scénář k filmu napsal Josh Singer částečně na základě Domscheit-Bergovy knihy Inside WikiLeaks: My Time with Julian Assange at the World's Most Dangerous Website (2011), a také WikiLeaks: Válka Juliana Assange proti utajení (2011) od britských novinářů Davida Leigha a Luka Hardinga. Originální název filmu (The Fifth Estate) odkazuje na lidi, kteří pracují na způsob novinářů mimo běžná omezení kladená na mainstreamová média.
Film, který vznikl v koprodukci společností DreamWorks Pictures a Participant Media, měl premiéru na Mezinárodním filmovém festivalu v Torontu v roce 2013 a 18. října 2013 byl ve Spojených státech distribuován do kin společností Walt Disney Studios Motion Pictures prostřednictvím labelu Touchstone Pictures, přičemž mezinárodní distribuci si rozdělily společnosti Disney, Reliance Entertainment a Mister Smith Entertainment. Film si v pokladnách kin vedl špatně a sklidil smíšené reakce kritiky, přičemž byl kritizován za scénář a režii, ačkoli herecké výkony byly chváleny, zejména Cumberbatchův výkon.

## Děj
Příběh začíná v roce 2010 zveřejněním Afghan War Logs a poté se vrací do roku 2007, kdy novinář Daniel Domscheit-Berg poprvé potkává Juliana Assange na konferenci v Berlíně. Společně začnou pracovat na WikiLeaks, webu zaměřeném na zveřejňování utajovaných informací s anonymní ochranou zdrojů. První velký úspěch přichází odhalením nezákonných praktik švýcarské banky Julius Baer. Navzdory žalobě a soudnímu příkazu se WikiLeaks podaří doménu získat zpět. Během dalších tří let zveřejní materiály o scientologii, uniklé emaily Sarah Palinové a seznam členů British National Party (BNP).
Zpočátku Daniel považuje WikiLeaks za ušlechtilý projekt, ale postupně se jeho vztah s Assangem zhoršuje. Daniel ztrácí práci a jeho osobní život trpí, zejména kvůli úniku adres členů BNP, což vede k vyhazovům z práce. Assange jeho obavy ignoruje a vysmívá se mu. Jeho arogance a neslušné chování, jako když Daniela opustí u večeře s vlastními rodiči, jen prohlubují napětí.
Během filmu jsou ukázány flashbacky z Assangeova dětství, naznačující jeho minulost v podezřelém kultu. Daniel si všímá, že Assange neustále mění příběhy o tom, proč má bílé vlasy. Postupně odhaluje, že Assange lhal o počtu spolupracovníků – ve skutečnosti jsou na projektu jen oni dva.
Největší rozkol mezi nimi nastává, když Bradley Manning předá WikiLeaks statisíce tajných dokumentů včetně videa Collateral Murder, Afghánských a Iráckých válečných deníků a diplomatických depeší USA. Assange je chce ihned zveřejnit, ale Daniel trvá na důkladné kontrole. Nakonec velká média souhlasí se spoluprací s WikiLeaks, ale požadují odstranění jmen v dokumentech, což Assange neochotně přijímá.
Daniel však zjistí, že Assange nemá v úmyslu dodržet dohodu a chystá si nového spolupracovníka. Noviny zveřejní cenzurované dokumenty, což vede k útěkům informátorů a rezignacím diplomatů. Daniel a jeho tým mezitím odstraní web a zablokují Assangeovi přístup.
Později se Daniel setká s novinářem The Guardian, kde řeší, zda nebyla chyba dát Assangeovi tak velkou platformu. Novinář uznává, že Assange je nedůvěryhodný, ale poukazuje na význam jeho odhalení. Daniel také odhaluje skutečný důvod Assangeových bílých vlasů – šlo o zvyk kultu, v němž vyrůstal, a viděl Assange, jak si je barví.
Na závěr se ukazuje, že WikiLeaks pokračuje v publikaci úniků (buď Assange získal web zpět, nebo ho obnovil) a že dokumenty Manninga byly zveřejněny bez cenzury. Daniel napsal knihu o svých zkušenostech, na což Assange reagoval hrozbou žaloby. Assange žije na ekvádorské ambasádě v Londýně, kde se vyhýbá zatčení, a v rozhovoru odmítá připravované filmy jako fakticky nepřesné. Dodává, že všechny instituce jsou omylné, ale že jeho jedinou chybou bylo přijmout Daniela.